# Paul Wurm (Pfarrer)

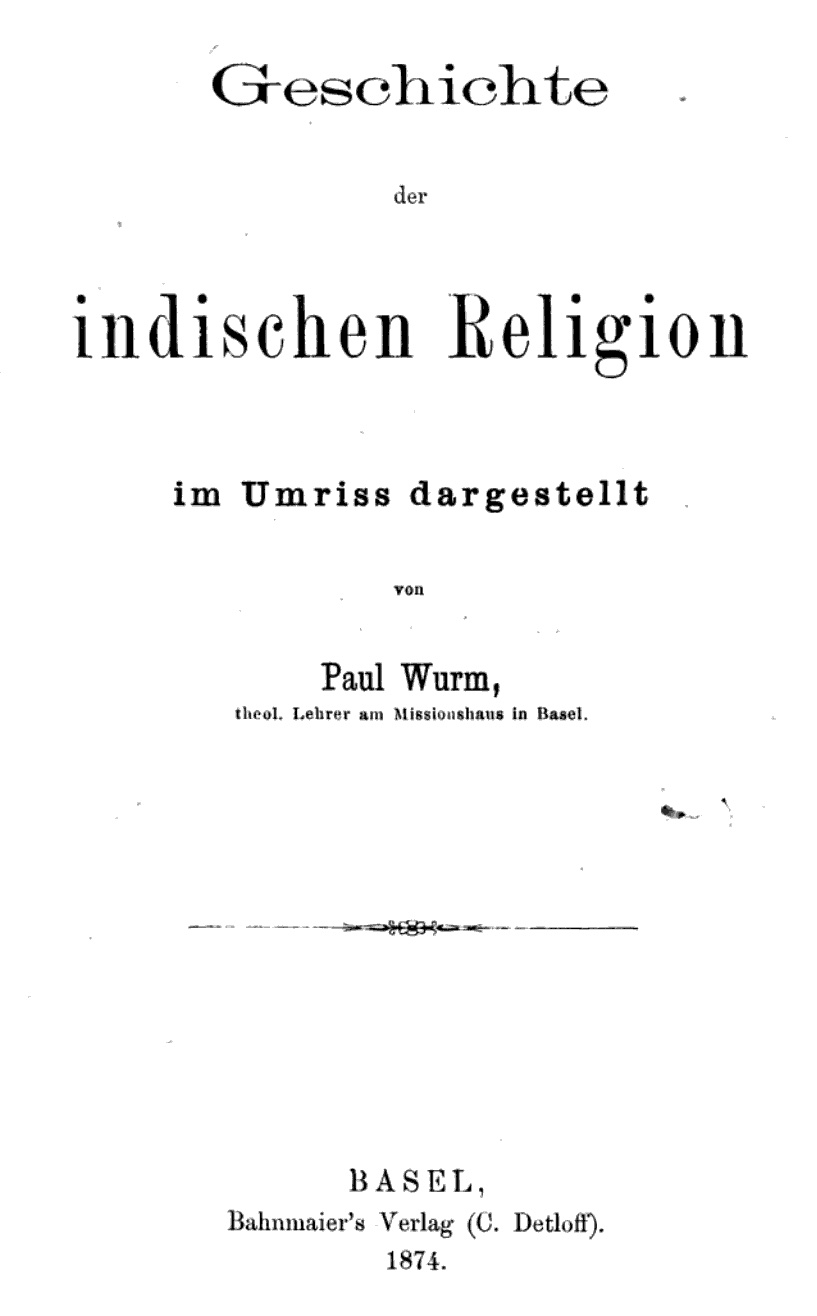
Schriftstellerische Tätigkeit als theologischer Lehrer am Missionshaus in Basel

Paul Ernst Wurm (* 30. November 1829 in Blaubeuren; † 31. März 1911 in Calw) war ein evangelischer Pfarrer in Württemberg. Zeitweise arbeitete er als theologischer Lehrer in der Schweiz.

## Familie
Er stammte aus einem theologisch-bildungsbürgerlich geprägten Elternhaus. Seine Mutter war die Pfarrerstochter Karoline Friederike Faber (1792–1854). Beide, sein Vater Julius Friedrich Wurm (1791–1839) und sein Großvater väterlicherseits Johann Friedrich Wurm (1760–1833), waren Pfarrer und Lehrer. Er war ein Glied innerhalb der Pfarrer-Dynastie der Wurms, die von Gottlieb Friedrich Wurm (1733–1803) bis zu seinem Sohn Theophil Heinrich (1868–1953) reichte. Als letztgeborenes Kind von zweien hatte er eine Schwester, Friederike (1820–1893).
1859 heiratete er im graubündischen Chur Regula Luise Kind (1834–1907), Tochter des Schweizer Pfarrers Paul Kind, mit der er vier Kinder hatte, Theophil Heinrich (siehe oben), ab 1933 württembergischer Landesbischof und ab 1945 erster Ratsvorsitzende der Evangelischen Kirche in Deutschland, Anna (1873–1913), Lydia (Jahre unbekannt) und noch eine Tochter (Name unbekannt).

## Pfarrer und Lehrer
Überwiegend im württembergischen Kirchendienst, arbeitete er zweimal, zuerst in Schiers, dann in Basel als theologischer Lehrer in der Schweiz.
Nach dem Besuch des Gymnasiums und dem Studium der evangelischen Theologie, das er 1851 mit der Ersten Kirchlichen Dienstprüfung (Erstes Theologisches Examen) abschloss, war er an folgenden Orten tätig:
- Waldenbuch, 1852–1854, praktische Ausbildung im Vikariat und 1855 Zweite Kirchliche Dienstprüfung
- Altshausen, 1855–1856, Pfarrverweser (Stellvertreter)
- Züttlingen, 1856–1858, Pfarrverweser
- Tübingen, 1858–1859, Repetent (Dozent) am Evangelischen Stift
- Schiers, Schweiz, 1859–1862, Lehrer an der Graubündener Schullehrer– und Realanstalt, heute die Evangelische Mittelschule Schiers
- Herrenberg, 1862–1864, Diakon
- Basel, Schweiz, 1864–1875, theologischer Lehrer am Missionshaus
- Mössingen, 1875–1882, Pfarrer
- Blaubeuren, 1882–1892 Dekan (Leiter des Kirchenkreises)
- Echterdingen, 1892–1901, Pfarrer und ab 1901 Pensionierung.

Nach längerem Leiden starb er im Alter von 81 Jahren.

## Schriftsteller
Die Basler Missionsgesellschaft betreute mehrere Missionsprojekte in Asien, insbesondere in Indien, was sein Interesse weckte: „Seine Stellung am Missionshaus veranlasste ihn zu eingehenden religions-geschichtlichen und missions-wissenschaftlichen Studien, die in einer Geschichte der indischen Religion 1874, in zahlreichen Beiträgen zu Fachzeitschriften und in dem Handbuch der Religionsgeschichte ihre literarische Darstellung fanden.“

## Auszeichnungen
- Ritter des Friedrichs-Orden, I. Klasse.

## Archivalia
- Brief an den Indologen Rudolf von Roth 1872, Universitätsbibliothek Tübingen, kalliope-verbund.info.

## Schriften Wurms
- Der Buddhismus oder der vorchristliche Versuch einer erlösenden Universalreligion. Verlag Bertelsmann, Gütersloh 1880 (Volltext in der Google-Buchsuche).
- Geschichte der indischen Religion im Umriss dargestellt. Bahnmaier's Verlag, Basel 1874 (Volltext in der Google-Buchsuche).
- Handbuch der Religionsgeschichte. Verlag der Vereinsbuchhandlung, Calw und Stuttgart 1904.
  - 2. vermehrte und verbesserte Ausgabe, 1908  (Textarchiv – Internet Archive).
- Johann Valentin Andreä. ein Glaubenszeuge aus der Zeit des dreißigjährigen Kriegs, mit Auszügen aus seinen Schriften (= Calwer Familienbibliothek. 6. Band). Verlag der Vereinsbuchhandlung, Calw und Stuttgart 1887 (Volltext in der Google-Buchsuche).
- Religionsgeschichtliche Parallelen zum Alten Testament (= Beiträge zur Förderung christlicher Theologie. Reihe 1, 3. Jahrgang, 3. Heft). Verlag Bertelsmann, Gütersloh 1899, urn:nbn:de:hbz:6:1-96474.